# Helmut Gottschalk
Helmut Gottschalk (* 1951 in Calw, Württemberg-Hohenzollern) ist ein deutscher Bankmanager. Von 2010 bis 2018 war er Aufsichtsratsvorsitzender der DZ Bank, von 2021 bis 2023 war er Aufsichtsratsvorsitzender der Commerzbank.

## Leben
Gottschalk ist gebürtiger Schwabe und wuchs in einem protestantischen Elternhaus auf im Nordschwarzwald.

### Ausbildung und Beruf
Gottschalk absolvierte eine Ausbildung in der Sparkasse Calw und studierte danach berufsbegleitend Betriebswirtschaft. Anschließend war er in der Landesgirokasse Stuttgart tätig, die mittlerweile zur Landesbank Baden-Württemberg (LBBW) gehört. Dort arbeitete er sich bis zum Leiter des Vorstandssekretariats hoch. Von 1982 bis 2017 war er Vorstandsmitglied der Volksbank Herrenberg und ab 1997 auch deren Vorstandssprecher. Die Volksbank Herrenberg fusionierte zu einer größeren Volksbank und wurde zur Volksbank Herrenberg-Nagold-Rottenburg. Auch nach der Fusionierung war er dessen Vorstandssprecher. Die Bilanzsumme dieser Bank betrug drei Milliarden Euro. 2003 wählte man ihn in den Aufsichtsrat der DZ Bank, 2008 wurde er dessen stellvertretender Vorsitzender. 2010 wurde er zum Aufsichtsratsvorsitzenden der DZ Bank bestellt. Er trat die Nachfolge von Rolf Hildner an. Bis 2018 hatte er dieses Amt inne. Unter seiner Führung wurde 2016 die Fusion mit der Düsseldorfer WGZ Bank erfolgreich durchgeführt. 2017 verzeichnete die DZ Bank, trotz der Fusion, einen Jahresgewinn von rund einer Milliarde Euro.
Gottschalk wurde nach dem plötzlichen Rücktritt von Hans-Jörg Vetter im März 2021 neuer Aufsichtsratsvorsitzender der Commerzbank. Für diesen Posten wäre ursprünglich Andreas Schmitz vorgesehen gewesen, dieser hatte aber sein Aufsichtsratsmandat überraschend zurückgelegt.

### Mitgliedschaften
- Bis April 2017: Mitglied des Verbandsrates und des Verwaltungsrates des Bundesverbandes der deutschen Volksbanken und Raiffeisenbanken (BVR)[16]
- Von 2008 bis 2017: Vorsitzender des Verbandsrats des neu gegründeten Baden-Württembergischen Genossenschaftsverbandes (BWGV).[17]

### Auszeichnungen
2010 wurde ihm die Staufermedaille des Landes Baden-Württemberg für sein besonderes Engagement bei der Fusion des Badischen und des Württembergischen Genossenschaftsverbandes verliehen. 2018 erhielt er für sein Wirken im genossenschaftlichen Bereich das Verdienstkreuz am Bande des Verdienstordens der Bundesrepublik Deutschland.

### Privates
Gottschalk wohnt in Bad Liebenzell. Er hat zwei Söhne und vier Enkel. Er ist gläubiger Christ und engagiert sich in seiner pietistisch geprägten evangelischen Kirche als Prädikant, der alle vier bis sechs Wochen den Gemeindegottesdienst vorbereitet und öffentlich predigt.